# معالجة
المعالجة تصف عادة فعل شيء من خلال اتخاذ مجموعة معدة وروتينية من الإجراءات أو الخطوات اللازمة للتحويل من شكل إلى آخر. مثلا تجهيز الأوراق لمنح قروض الرهن العقاري، وتحويل الحليب إلى جبن أو تحويل البيانات باستعمال الحاسوب من نموذج إلى آخر. وتنطوي عملية المعالجة على الخطوات والقرارات لإنجاز العمل.
لا تقل أهمية المعالجة عن النتائج التي يتم إنتاجها. من دون فهم خبايا المعالجة، فإنه من الصعب أن يعرف كيف يتم التوصل إلى مجموعة معينة من النتائج، أو إن كانت جيدة أو سيئة.

## الميادين
يستعمل لفظ المعالجة في ميادين شتى.

### المعلوماتية
- معالجة البيانات
- معالجة النصوص

### الطب والبسيكولوجيا
- معالجة اللغات الطبيعية